# Абаснурський
Абасну́рський (рос. Абаснурский, марій. Оваснур) — присілок у складі Совєтського району Марій Ел, Росія. Входить до складу Алексієвського сільського поселення.

## Населення
Населення — 42 особи (2010; 52 у 2002).
Національний склад (станом на 2002 рік):
- марі — 96 %